# Edson Luiz Campagnolo

## Edson Campagnolo
Edson Luiz Campagnolo (Francisco Beltrão/PR, 8 de outubro de 1959) é um industrial brasileiro. Foi presidente da Federação das Indústrias do Estado do Paraná (Fiep) entre 1º de outubro 2011 e 30 de setembro de 2019. É também vice-presidente da Confederação Nacional da Indústria (CNI). Foi presidente do Conselho Deliberativo do Sebrae Paraná, com forte atuação no apoio às micro e pequenas indústrias, e coordenou o G7 – grupo que reúne as principais entidades representativas do setor produtivo paranaense.

### Trajetória empresarial
Edson Campagnolo faz parte do conselho da indústria de confecção Logic/Rocamp, que fundou em 1990, em Capanema, no Sudoeste do Paraná, em sociedade com a esposa Sueli Roveda Campagnolo. O casal tem dois filhos, Matheus e Thiago, que hoje atuam em distintas funções na administração da empresa.

### Associativismo
O envolvimento de Edson Campagnolo com o associativismo começou em 1995, quando assumiu a presidência da Associação Comercial e Empresarial de Capanema. Em 1996, presidiu a Coordenadoria das Associações Empresariais do Sudoeste, que reúne 27 entidades da região. Integrou ainda o Conselho Superior da Federação das Associações Comerciais e Empresariais do Paraná (Faciap) e exerceu a função de Secretário de Indústria e Comércio de Capanema.
Entre 2002 e 2007, foi presidente do Sindicato das Indústrias do Vestuário do Sudoeste do Paraná (Sinvespar), que representa mais de 300 empresas do segmento. Em 2003, tomou posse como vice-presidente da Fiep, cargo para o qual foi reeleito em 2007. Nesse período, foi membro do Conselho Regional do Senai no Paraná, presidiu o Conselho Regional do Sesi no Paraná e coordenou o Conselho Temático de Assuntos Tributários da Fiep.
No dia 3 de agosto de 2011, foi eleito presidente da Fiep pela primeira vez. Em 5 de agosto de 2015, foi reeleito para o cargo, no qual permaneceu até o dia 06/06/2018 - data na qual se licenciou. Atualmente, é também vice-presidente licenciado da Confederação Nacional da Indústria (CNI) e foi presidente do Conselho Deliberativo do Sebrae/PR.

### Gestão na Fiep
Na gestão de Edson Campagnolo, o Sistema Fiep inaugurou, em Curitiba, o primeiro Instituto Senai de Inovação (ISI) do país, voltado para a área de Eletroquímica. Ele faz parte de uma rede de ISIs que estão sendo implantados em todo o Brasil com o objetivo de alavancar a competitividade da indústria através da pesquisa aplicada.
Já o Sesi criou o programa Cuide-se +, iniciativa que atua em oito eixos para promover a qualidade de vida dos trabalhadores das indústrias, suas famílias e a comunidade. No eixo de prevenção ao câncer, o Sesi lançou uma unidade móvel que percorre o Estado realizando exames gratuitos e que já atendeu 7 mil trabalhadores de indústrias paranaenses.
Na Fiep, a marca é a representação da indústria paranaense, com articulações junto aos governos estadual e federal em questões como a logística reversa e investimentos em infraestrutura.